# Alison och Peter Smithson

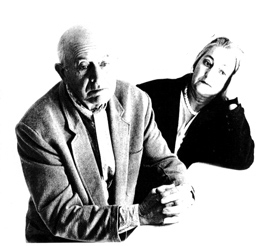
Alison och Peter Smithson

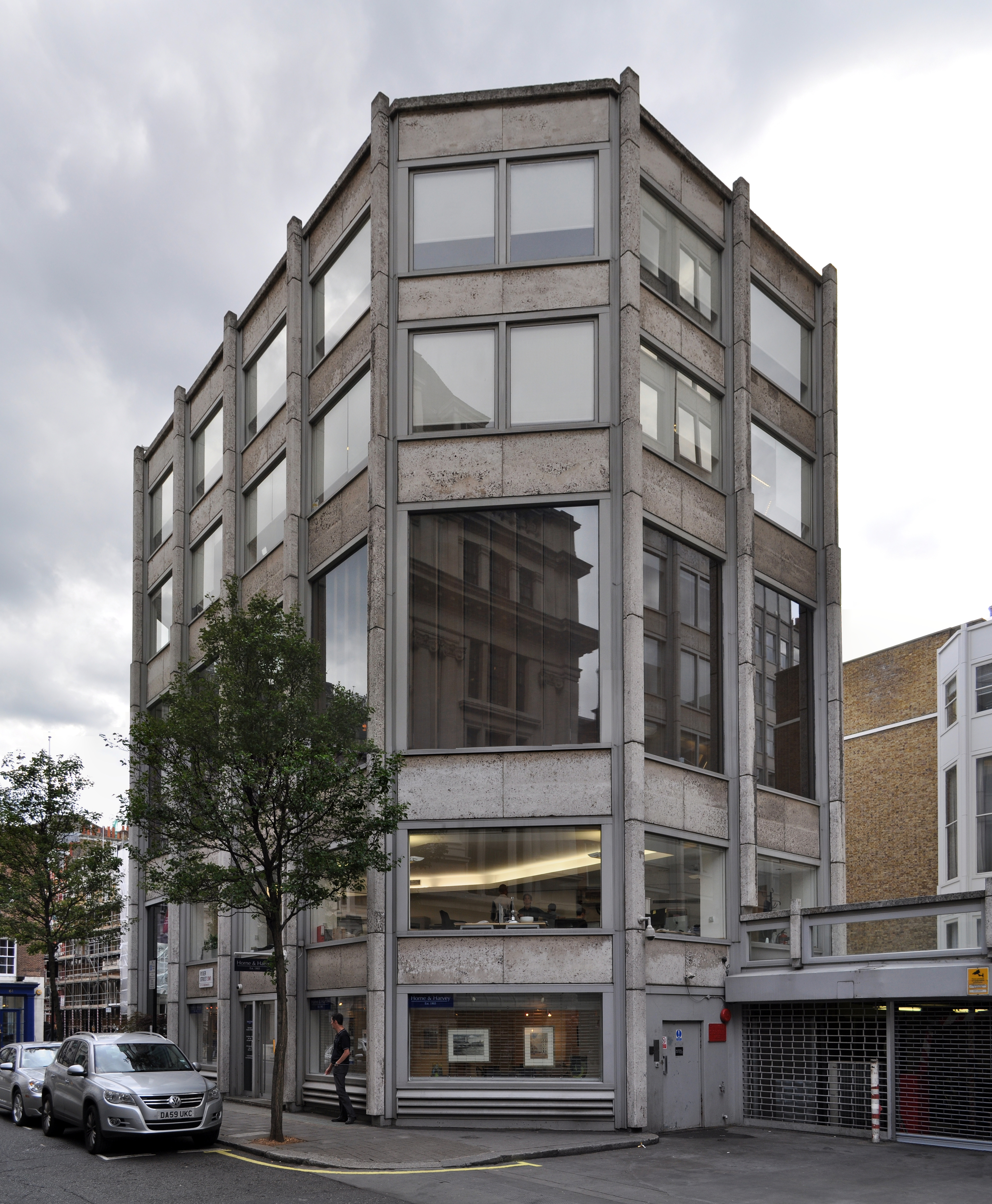
Economist Buildings

Alison Smithson född 22 juni 1928, död 14 augusti 1993, och Peter Smithson, född 18 september 1923, död 3 mars 2003, var en brittisk arkitektduo. Paret träffades vid Durhams universitet 1939–42 och grundade 1950 arkitektkontoret APS (Alison and Peter Smithson) i London efter att ha gift sig året innan.
Parets första, och mest uppmärksammade projekt, var uppdraget att rita en ny skola i Hunstanton, Norfolk. I samband med detta knöt de kontakter med beslutsfattare inom den offentliga sektorn och utvecklade en egenartad stil som brukar tillskrivas brutalismen. Skolan i Hunstanton utstrålade en modernistisk enkelhet med referenser till Ludwig Mies van der Rohes byggnader, men med enklare, råa material och visuellt avläsbara strukturer i stål och fasader i glas.
Skolan i Hunstanton möttes med en skarp kritik från många håll, men var radikal i sitt förhållningssätt till både uttryck och utbildningsstruktur och kom att passa väl in i 1950-talets brittiska pedagogikdoktrin. Detta gjorde att Smithsons snart fick fler uppdrag från olika offentligt finansierade verksamheter i Storbritannien. Under denna tid kom paret också att engagera sig i den pågående arkitekturdebatten i och med bildandet av Team X i början av 1950-talet. Team X var en grupp arkitekter inom CIAM (Congrès Internationaux d'Architecture Moderne) som kritiserade en del av de funktionalistiska stadsbyggnadsidéer som spridits genom CIAM. De var också kritiska mot de rådande stilidealen inom det funktionalistiska husbyggandet. De ansåg att funktionalismen banaliserats och de strävade bland annat efter en materialmässig ärlighet och ett strukturellt tänkande. 
Team X förespråkade istället dels den traditionella europeiska stadens kvalitéer, men använde sig även av nya, oprövade grepp inom stadsplanering och byggande. Centralt var att konstruktioner redovisades öppet och gärna obehandlade.
Smithsons var alltså utpräglade visionärer och bidrog till det paradigmskifte som skedde inom arkitekturen under 1960-talet till strukturalism och senare till postmodernismen. De publicerade ett antal texter och genomförde en mängd konceptuella fantasiprojekt, men deras realiserade projekt är relativt få och återfinns uteslutande i Storbritannien.
Paret drev APS fram till 1993, då Alison avled.

## Byggnadsverk i urval
- Smithdon High School, Hunstanton, Norfolk (1949-1954)
- The House of the Future utställning (1956)
- Economist Buildings, London (1962)
- Trädgårdsbyggnad, St Hilda's College, Oxford (1968)
- Privatbostad, Bayswater, London (1968)
- Robin Hood Gardens bostäder, London  (1969-1972)
- Universitetet i Bath (1988)